# Danielle O'Toole
Danielle Denise O'Toole-Trejo (Upland, California; 7 de julio de 1994) es una lanzadora de softbol profesional zurda mexicana, ex colegiada All-American, olímpica. Se graduó de la Universidad de Arizona Wildcats en 2016-2017. Fue lanzadora abridora durante dos años después de ser transferida a San Diego State Aztecs después de jugar entre 2013 y 2014. Se graduó y fue seleccionada #8 en general en el Draft Nacional Pro Fastpitch por los Chicago Bandits, con el que ha jugado intermitentemente durante tres temporadas. También jugó para el equipo de EE. UU. Antes de unirse al equipo de México. Ayudó al equipo de México a obtener el cuarto lugar en los Juegos Olímpicos de Tokio 2020. O'Toole también ha sido entrenador de los Toreros de San Diego. También jugó en la temporada inaugural de la liga de softbol Athletes Unlimited.

## Facultad
O'Toole fue nombrada estudiante novata del año en la Mountain West Conference y formó parte del primer equipo All-Conference. Debutó el 8 de febrero perdiendo ante Stephen F. Austin Lumberjacks y lanzó cuatro entradas con seis ponches. El 14 de marzo, O'Toole estableció la mejor marca de su carrera para ponches en un juego reglamentario con 9 tiros contra los Bryant Bulldogs en una victoria. También comenzó la mejor racha de blanqueadas de su carrera en ese juego que se prolongó durante 22 entradas, durante las cuales ponchó a 18, permitió 21 hits y dos bases por bolas para un WHIP de 1.04. En su segundo año, O'Toole ganó el premio a la Lanzadora del Año del MWC, su segundo honor en todas las conferencias y estableció la mejor carrera en victorias (luego récord escolar) y entradas lanzadas. O'Toole actualmente se ubica entre las 10 primeros para San Diego en victorias, ponches y blanqueadas, mientras mantiene el récord de porcentaje de victorias en una carrera.
O'Toole se vistió con camiseta roja en 2015 después de ser transferida para jugar con los Arizona Wildcats y como junior en 2016 fue nombrada All -Pac-12 y registró su mejor total de blanqueadas. Para su último año, O'Toole fue nombrada parte del Primer Equipo All American de ña Asociación Nacional de Entrenadores de Lanzamiento Rápido y Lanzadora del Año Pac 12, logrando la rara hazaña de ser reconocida por dos conferencias por sus esfuerzos en el montículo. Estableció récords personales de su carrera en ponches, efectividad, WHIP, índice de ponches (6.7) y un sin hits ni carreras.
Lideró a los Wildcats en un regreso al ranking No. 1 y un Campeonato Pac 12. A partir del 3 de marzo al 13 de abril, lanzó 14 victorias consecutivas para un punto culminante de su carrera. Durante esa racha, permitió 56 hits, 13 carreras limpias, 16 bases por bolas y avivó 88 en 92.1 entradas para un WHIP de 0.78 y efectividad de 0.99. En la única no decisión de la racha contra los Oregon State Beavers, O'Toole estableció la mejor marca de su carrera con 10 ponches en solo cuatro entradas de trabajo el 19 de marzo. En su siguiente juego, el 24 de marzo, no permitió hits a los Washington Huskies, dio un pase por bolas y ponchó a 8 bateadores. El 20 de mayo en las Regionales del Torneo de la NCAA, lanzó una blanqueada de 7 ponches y 1 hit para sumar la victoria número 100 de su carrera sobre los Gamecocks de Carolina del Sur. O'Toole hizo su última aparición en las Super Regionales contra los Baylor Bears, lanzando seis entradas en una derrota el 28 de mayo.

## Selección mexicana en los Juegos Olímpicos 2020
En los Juegos Olímpicos de Tokio 2020, O'Toole lanzó 17.0 entradas para el equipo de México, permitiendo tres carreras limpias, 13 hits y dos bases por bolas para una efectividad de 1.23 y un WHIP de 0.88, con 7 ponches y sin errores en el montículo. México quedó cuarto y perdió en el juego por la medalla de bronce ante el equipo de Canadá 3-2 el 27 de julio de 2021. O'Toole lanzó la derrota completa del juego en su tercera aparición en los juegos.

## Estadísticas

### San Diego State y University of Arizona Wildcats
| AÑO     |     | L  | GP  | GS  | CG | SHO | SV | IP    | H   | R   | ER  | BB  | SO  | ERA  | WHIP |
| 2013    | 14  | 7  | 35  | 24  | 13 | 3   | 1  | 155.0 | 150 | 51  | 40  | 35  | 121 | 1.80 | 1.19 |
| 2014    | 31  | 10 | 48  | 36  | 26 | 7   | 1  | 256.2 | 239 | 83  | 70  | 45  | 196 | 1.91 | 1.11 |
| 2016    | 26  | 12 | 43  | 37  | 24 | 9   | 3  | 216.0 | 179 | 93  | 67  | 49  | 192 | 2.17 | 1.05 |
| 2017    | 30  | 5  | 38  | 35  | 25 | 9   | 1  | 219.0 | 148 | 49  | 38  | 40  | 210 | 1.21 | 0.86 |
| TOTALES | 101 | 34 | 164 | 132 | 88 | 28  | 6  | 846.2 | 716 | 276 | 215 | 169 | 719 | 1.78 | 1.04 |